# 1986 en France
Chronologie de la France
- 1982
- 1983
- 1984
- 1985
- 1986
- 1987
- 1988
- 1989
- 1990

Cette page présente les faits marquants de l'année 1986 en France.

## Événements

### Janvier
- 5 janvier : entrée en vigueur de la loi littoral[1].
- 14 janvier :
  - accident d'hélicoptère du rallye Dakar au Mali. Cinq morts, dont Daniel Balavoine et Thierry Sabine[2].
  - couplage sur le réseau EDF de Superphénix à Creys-Malville[3].
- 16 janvier : signature de la plateforme gouvernementale entre l’UDF et le RPR par Jean Lecanuet et Jacques Chirac[4].
- 20 janvier : Margaret Thatcher et François Mitterrand annoncent à Lille la construction  du tunnel sous la Manche[5].

### Février

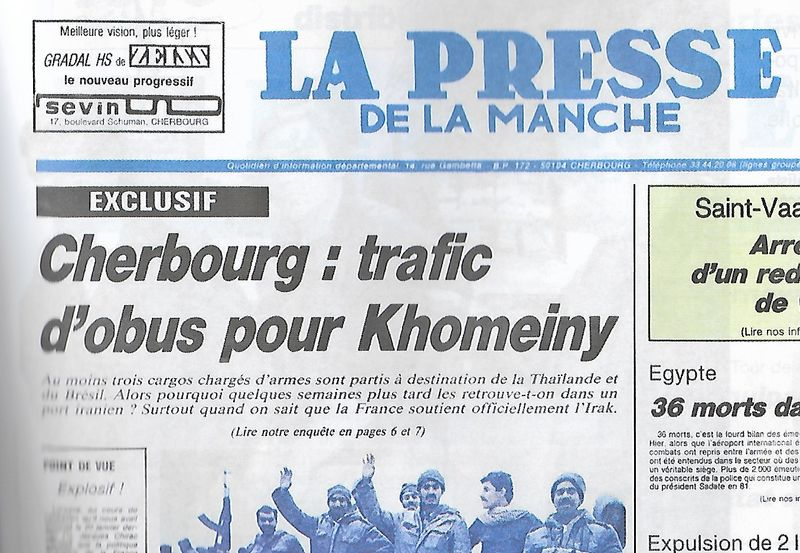
Une de La Presse de la Manche du 28 février 1986 déclenchant l'Affaire Luchaire.

- 3-5 février : série d'attentats à Paris, revendiqués par le CSPPA, branche du Hezbollah pro-iranien. Bombes à la galerie Claridge sur les Champs-Élysées (3 février), à la librairie Gibert Jeune quai Saint-Michel (4 février), à la FNAC du Forum des Halles (5 février)[6].
- 3 février-24 juin : Chroniques de la haine ordinaire de Pierre Desproges diffusés sur France Inter du lundi au vendredi[7].
- 5-28 février : vague de froid[8].
- 12 février : traité de Cantorbéry. Le projet de tunnel sous la Manche est paraphé par Margaret Thatcher et François Mitterrand[5].
- 13-14 février, Tchad : opération Épervier après le franchissement du 16e parallèle par les forces armées de la Libye au nord du Tchad[9].
- 16 février : bombardement aérien de l’aéroport de Ouadi-Doum, dans le désert tchadien, par des Jaguar français partis de Bangui[9].
- 19 février : Robert Badinter remplace Daniel Mayer comme président du Conseil constitutionnel[10].
- 20 février : naissance de La Cinq, chaîne de télévision généraliste privée[11].
- 28 février : La Presse de la Manche dévoile la livraison de munitions vers l'Iran par Luchaire SA déclenchant l'Affaire Luchaire.

### Mars
- 1er mars : début officiel de TV 6[11], chaîne musicale de télévision, avec neuf émetteurs couvrant 7,6 millions d habitants. Les premiers essais ont eu lieu le 22 février.
- 4 mars : création de la Fondation Danielle-Mitterrand - France Libertés[12].
- 6-19 mars : la Renault 21 est présentée au Salon international de l'automobile de Genève[13].
- 7 mars : au cours de la campagne électorale pour les législatives, assassinat de Philippe Brocard, militant socialiste, par un commando d'extrême droite à Croissy-sur-Seine[14].
- 8 mars : une équipe de journalistes d'Antenne 2 est enlevée par le Jihad islamique à Beyrouth. Le groupe justifie le rapt de Philippe Rochot, Georges Hansen, Aurel Cornéa et Jean-Louis Normandin[15].
- 13 mars : inauguration de la Cité des sciences et de l'industrie au Parc de la Villette[16].
- 14 mars : accord de concession du tunnel sous la Manche[5].
- 16 mars :
  - premières élections législatives[17] au scrutin proportionnel à un tour. La majorité a choisi un nouveau slogan : « au secours, la droite revient… » auquel elle oppose « Vivement demain » ! »[18]. L'opposition (UDF-RPR) obtient une majorité relative en voix et une courte majorité absolue en sièges à l’assemblée nationale (290 députés, soit 50,2 %), suffisante pour contraint le président François Mitterrand à la première cohabiter depuis 1959. Le PS reste le premier parti à l'Assemblée (206 députés et 35,7 % des sièges). Le Front national obtient 9,6 % des voix et envoie 35 députés au parlement, une première depuis sa création en 1972, à égalité avec le PCF, qui perd 7 points en cinq ans et 12 en huit ans.
  - premières élections régionales[19].
- 17 mars : attentat dans le TGV Paris-Lyon[6].

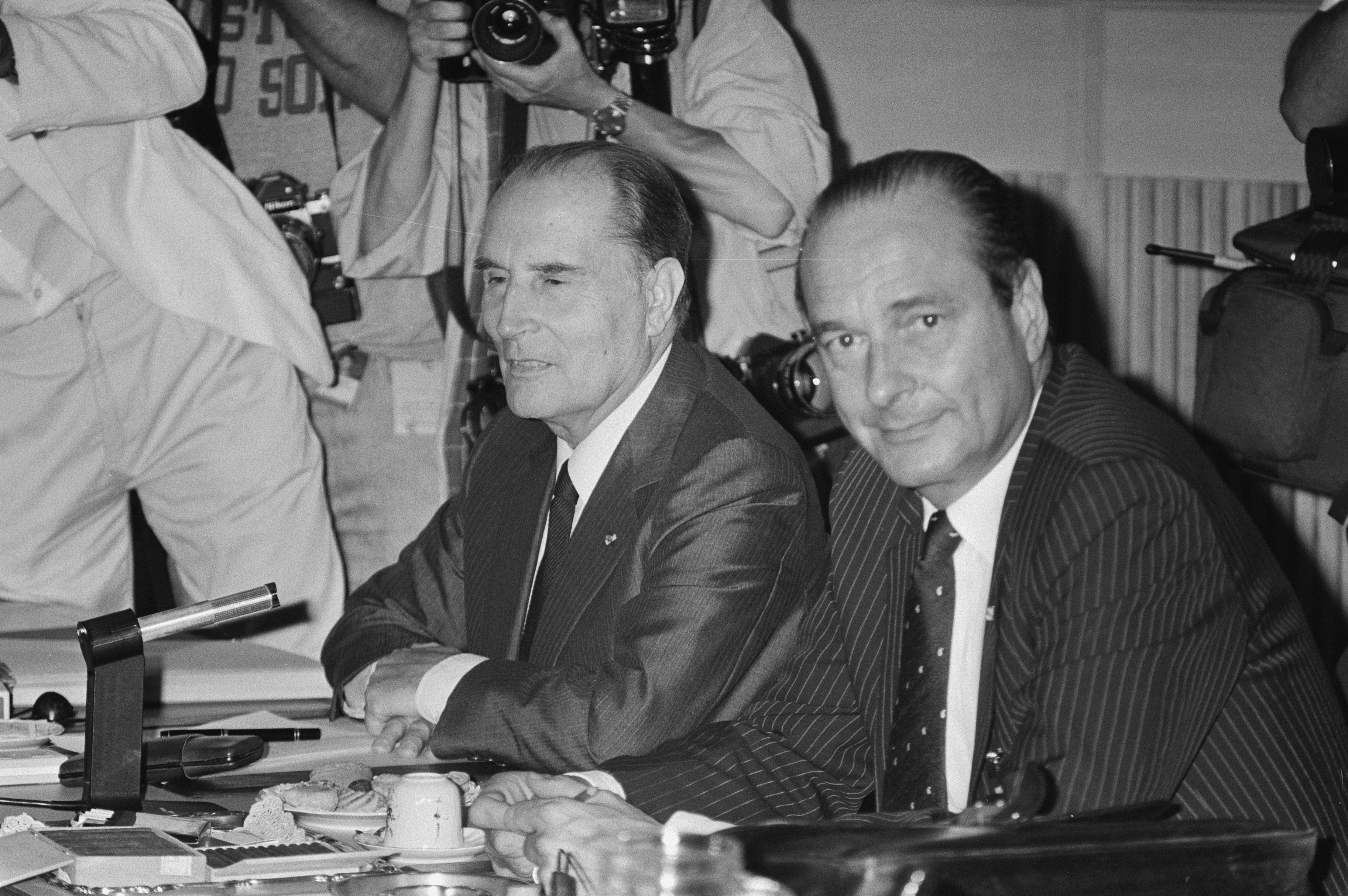
Jacques Chirac et François Mitterrand au sommet européen de La Haye le 26 juin 1986.

- 18 mars : Jacques Chirac (RPR) est nommé premier ministre et forme le 20 mars un gouvernement avec un équilibre UDF-RPR et un important ministère d'État chargé de l'Économie, des Finances et des Privatisations confié à Édouard Balladur. Début de la « première cohabitation », où le pouvoir exécutif est de facto partagé entre le premier ministre (droite) et le président de la République (gauche)[18].
- 19-29 mars : éruption du piton de la Fournaise à La Réunion[20].
- 20 mars : explosion d'une bombe dans la galerie Point Show des Champs-Élysées[6].

### Avril
- 1er avril : Le Parisien assure que l'« on va déplacer la tour Eiffel à Marne-la-Vallée » sur le site d'Euro Disney[21].
- 2 avril : Jacques Chaban-Delmas est élu président de l’Assemblée nationale[22].
- 6 avril : dévaluations du franc de 3%[18].
- 15 avril : la libération totale de la réglementation des changes est menée progressivement (15-16 avril , 21 mai, 4 et 18 juillet, 22 et 23 mai 1987[23].
- 16 avril : un projet de loi de finances rectificative est approuvé par le conseil des ministres (voté le 11 juillet)[24].
- 26 avril : le réacteur numéro 4 de la centrale électronucléaire de Tchernobyl explose à 1 h 23[25].
- 28 avril : début de l'affaire du « Carrefour du développement »[26].
- 30 avril : entrée sur le territoire français du nuage radioactif de Tchernobyl[27] ; l'impact de la catastrophe sur la santé en France est minimisé par les autorités[25].

### Mai
- 5 mai : meurtre à Paris de Cécile Bloch, 11 ans, suivi d'une longue enquête. L'affaire n'a pas été résolue[28].
- 15 mai : arrêtés dits de Guyane relatifs à la protection des mammifères, des oiseaux, des reptiles et amphibiens représentés dans le département de la Guyane[29].
- 20 mai : rétablissement du scrutin majoritaire pour les élections législatives[30] (loi du 11 juillet)[23].
- 28 mai : le Conseil des ministres adopte quatre projets de loi sur la sécurité et crée le Conseil de sécurité intérieure[23].
- 28 mai-4 juin : exposition Productique 86 Porte de Versailles à Paris,

### Juin
- 8 juin : suppression de l'autorisation administrative de licenciement[31].
- 12 juin : attentat contre un disquaire de Draguignan qui vendait des billets d'un concert de SOS Racisme, revendiqué par les Commandos de France contre l'invasion maghrébine[6].
- 14 juin : concert de SOS Racisme place de la Bastille à Paris devant 100 000 personnes[32].
- 19 juin : mort de Coluche dans un accident de moto à Opio.
- 20 juin : Jeanne Calment devient la doyenne des Français[33].

### Juillet
- 2 juillet : loi autorisant le gouvernement à prendre diverses mesures d'ordre économique et social et à lancer sa politique de libéralisation et de privatisation de l'économie par ordonnance[34].
- 4 juillet : premier vol du prototype Rafale A sur la BA 125 à Istres[35].
- 4-5 juillet : meurtre de Loïc Lefèvre, 24 ans, qui s'est enfui à pied pour échapper à un contrôle d'identité car il conduisait sans permis, par le CRS Gilles Burgos[36].
- 9 juillet : une bombe explose dans les locaux de la Brigade de répression du banditisme, quai de Gesvres, à Paris (un policier tué, 30 blessés). Attentat revendiqué par le Commando Loïc Lefèvre Action directe le 11 juillet[6].
- 11 juillet : le parlement vote une loi de finance rectificative abaissant de 0,8 point la fiscalité, dite « Pons ». L'impôt sur les grandes fortunes est supprimé, exonérations d'impôt sur le revenu, la tranche supérieure ramenée à 58 %, certains taux de TVA ramenés de 33,33 à 28 % et l'impôt sur les sociétés  de 50 à 42 %[23]. La « loi Pons » permet de défiscaliser l’investissement dans les départements d'Outre-mer[37].
- 14 juillet : premières tensions au sein de l’exécutif. Le Président de la République refuse de signer plusieurs ordonnances ministérielles sur la privatisation de 65 groupes industriels, la délimitation des circonscriptions électorales et la flexibilité du temps de travail[34].
- 28 juillet : la calculatrice est autorisée aux examens[38]. La règle à calcul est abandonnée.
- 30 juillet :
  - le gouvernement résilie par décret les concessions des chaînes privées TV6[39] et La Cinq[40].
  - décret portant publication de l'accord de Schengen du 14 juin 1985[41].
- 31 juillet :
  - la loi sur les privatisations est définitivement votée par l'Assemblée nationale, puis par le Sénat[42] ; Jacques Chirac doit faire passer les ordonnances par voix parlementaire après que le Président de la République ait refusé de les promulguer.
  - meurtre de William Normand à Fontenay-sous-Bois, un prothésiste dentaire de 24 ans soupçonné de vol à l'arraché. Il est abattu d'une balle dans le dos par un policier alors qu'il circulait en moto en sens interdit[36].

### Août
- 6 août : loi relative aux modalités d'application des privatisations[43].
- 7 août : adoption de trois lois sur la sécurité et de la loi sur les conditions d'entrée de séjour des étrangers en France[44].
- 19 août : l'explosion d'une bombe sur un marché à Toulon, attentat revendiqué par « SOS France », fait quatre morts[6].

### Septembre
- 3 septembre :
  - loi relative aux contrôles et vérifications d'identité[23]. L'identité de toute personne peut être contrôlée pour prévenir une atteinte à l'ordre public.
  - sept morts dont deux couples d'origine indochinoise dans un incendie criminel, avenue Gambetta à Paris[45].
- 4-17 septembre : nouvelle série d'attentats à Paris, revendiqués par des mouvements islamiques (Hezbollah)[6].
- 9 septembre : 
  - promulgation de la loi 86-1019 relative à la lutte contre la délinquance et la criminalité. Le délit d'association de malfaiteurs est rétabli[23].
  - promulgation de la loi 86-1020 relative à la lutte contre le terrorisme et aux atteintes à la sûreté de l’État[23]. Elle définit la notion de terrorisme et en tire des conséquences procédurales : extension de la durée de la garde à vue à quatre jours, report de l’intervention de l’avocat à la 72e heure de garde à vue, alourdissement des peines, incrimination de l’apologie de terrorisme, indemnisation des victimes de terrorisme (alimenté par un fonds prélevé sur les assurances privées), autorisation des perquisitions domiciliaires même sans l’assentiment des personnes suspectées, exemption de peines pour des criminels qui empêchent la réalisation d’un attentat. Le texte crée un corps spécialisé de juges d’instruction et de procureurs, le service central de lutte antiterroriste, communément appelé "14e section du parquet", pour traiter tous les dossiers de terrorisme. Pour les crimes de terrorisme, sont institués les procès devant des magistrats professionnels à la cour d’assises de Paris, ce qui constitue une exception à la règle du procès de cour d’assises devant un jury populaire.
  - promulgation de la loi relative aux conditions d'entrée et de séjours des étrangers, adoptée le 7 août[46] ; expulsions par décision préfectorale, restriction de l'accès à la carte de séjour de 10 ans…
  - promulgation de la loi relative à l'application des peines[23].

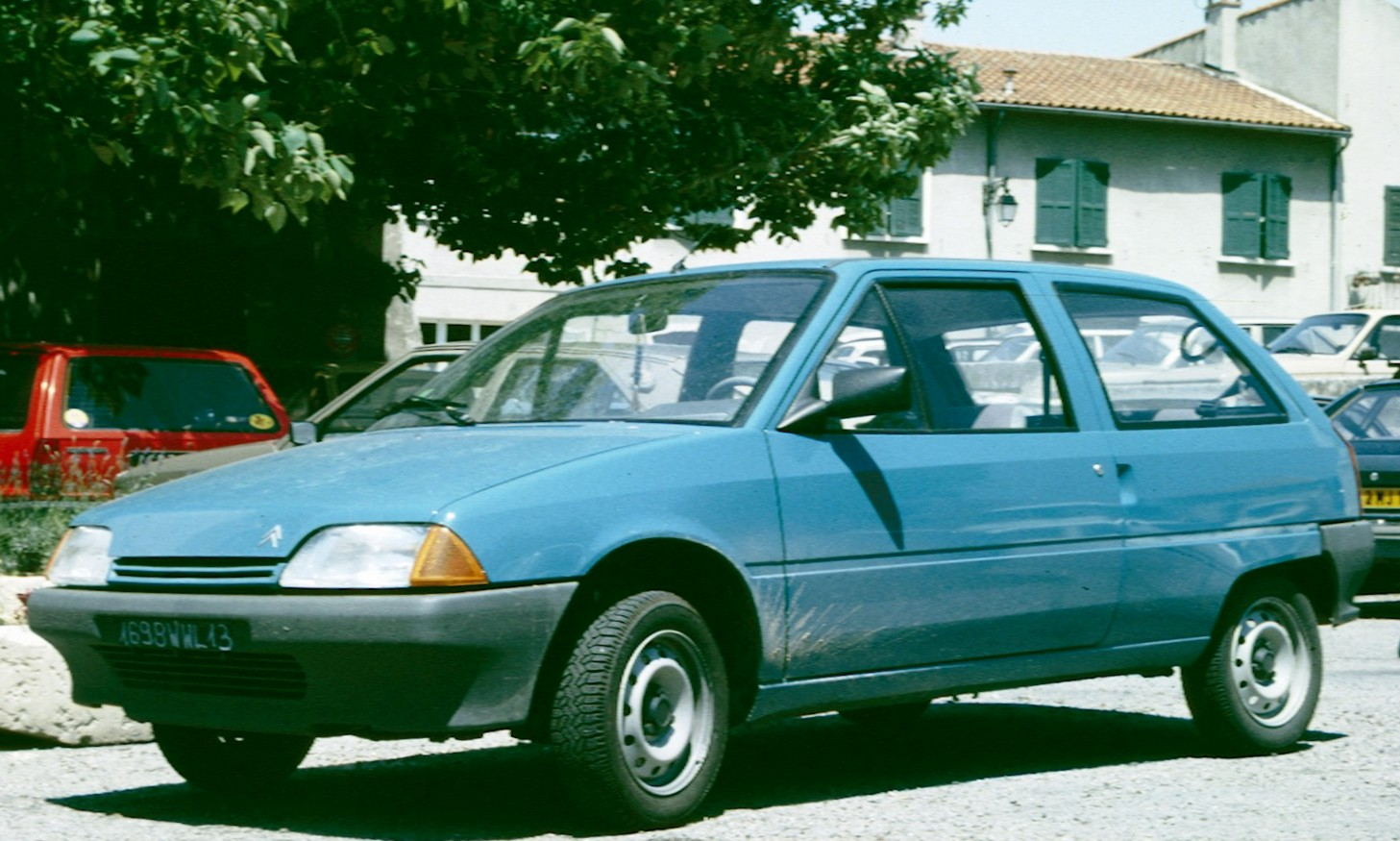
Citroen AX à Arles en 1987.

- 16 septembre : lancement de la Citroën AX, présentée au Salon de Paris le 2 octobre[47].
- 17 septembre : à Paris, l'explosion d'une bombe rue de Rennes fait 7 morts et 55 blessés[6].
- 18 septembre : assassinat à Beyrouth du colonel Christian Goutierre, attaché de défense à l'ambassade de France au Liban[48].
- 28 septembre : 
  - élections sénatoriales[49].
  - double meurtre de Montigny-lès-Metz. Deux enfants de 8 ans, Alexandre Beckrich et Cyril Beining, sont massacrés à coups de pierres sur un talus SNCF. Patrick Dils, seize ans au moment des faits, est condamné pour ce meurtre, puis innocenté et enfin reconnu victime d'une erreur judiciaire[50]. Le 17 mai 2017, Francis Heaulme est condamné à la réclusion criminelle à perpétuité pour ce meurtre[51].

### Octobre
- 4 octobre au 7 octobre : voyage du pape Jean-Paul II à Lyon, Communauté de Taizé, Paray-le-Monial, Dardilly,  Ars-sur-Formans et Annecy. Le 4 octobre le pape est acclamé par 350 000 fidèles à Eurexpo. Au cours de la célébration eucharistique, il déclare  bienheureux Père Antoine Chevrier[52].
- 18 octobre : première expulsion par charter de 101 maliens, par Charles Pasqua[53].
- 21 octobre : ordonnance relative à l'intéressement et à la participation des salariés aux résultats de l'entreprise et à l'actionnariat des salariés[54]. Le ministre Édouard Balladur relance l'épargne salariale en assouplissant les règles de l'intéressement et de l'abondement de l'entreprise au PEE.
- 24 octobre : le Sénat adopte en deuxième lecture la loi sur le redécoupage des circonscriptions, que le président Mitterrand a refusé de promulguer par ordonnance le 2 octobre[55]

### Novembre

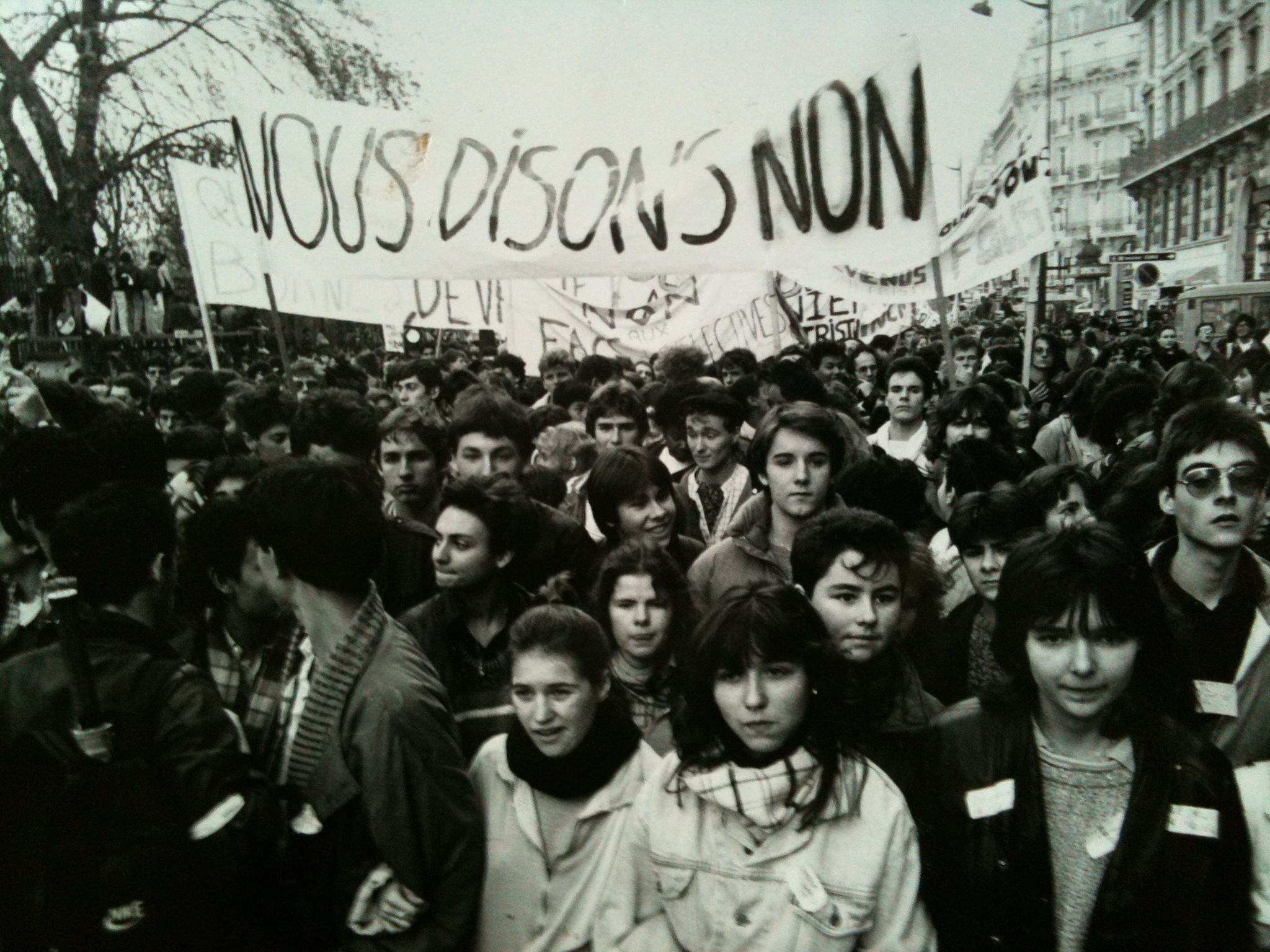
Manifestation contre la loi Devaquet à Paris le 11 novembre.

- 17 novembre : vers 20h, assassinat du PDG de Renault, Georges Besse, par plusieurs balles à la tête et dans la poitrine par les membres du groupe terroriste Action directe au nom de « la lutte contre l'impérialisme capitaliste »[6].
- 22 novembre-6 décembre : manifestations et grèves lycéennes et étudiantes contre le projet Devaquet de réforme de l'enseignement supérieur[56].
- 24 novembre : 
  - promulgation de la loi sur le redécoupage des circonscriptions[55].
  - Saint-Gobain est privatisée[44].
- 27 novembre :
  - sommet de la mobilisation étudiantes contre le projet de loi Devaquet ; 600 000 manifestants à Paris[57].
  - huit morts d'origine africaine dont quatre enfants dans l'incendie d'un immeuble vétuste rue de Tlemcen à Paris[45].

### Décembre
- 1er décembre : 
  - à Paris, inauguration du musée d'Orsay par le président Mitterrand en compagnie de l'ancien président Valéry Giscard d'Estaing et du premier ministre Jacques Chirac. Le musée est installé dans l'ancienne gare d'Orsay, œuvre de l'architecte Victor Laloux, inaugurée en 1900[58].
  - Fin du contrôle des prix, l'ordonnance n° 45-1483 du 30 juin 1945 est abrogée. Les prix des biens, produits et services relevant antérieurement de ladite ordonnance sont librement déterminés par le jeu de la concurrence[59].
- 4 décembre : manifestation de 300 000 étudiants sur l'esplanade des Invalides à Paris[60].
- 5-6 décembre : Abdel Benyahia, un jeune animateur de rue, est tué d'une balle dans la poitrine par un inspecteur de police ivre, Patrick Savrey, alors qu'il tentait de s'interposer pour éviter une bagarre devant un café de Pantin[36].
- 6 décembre :Plaque en mémoire de Malik Oussekine.

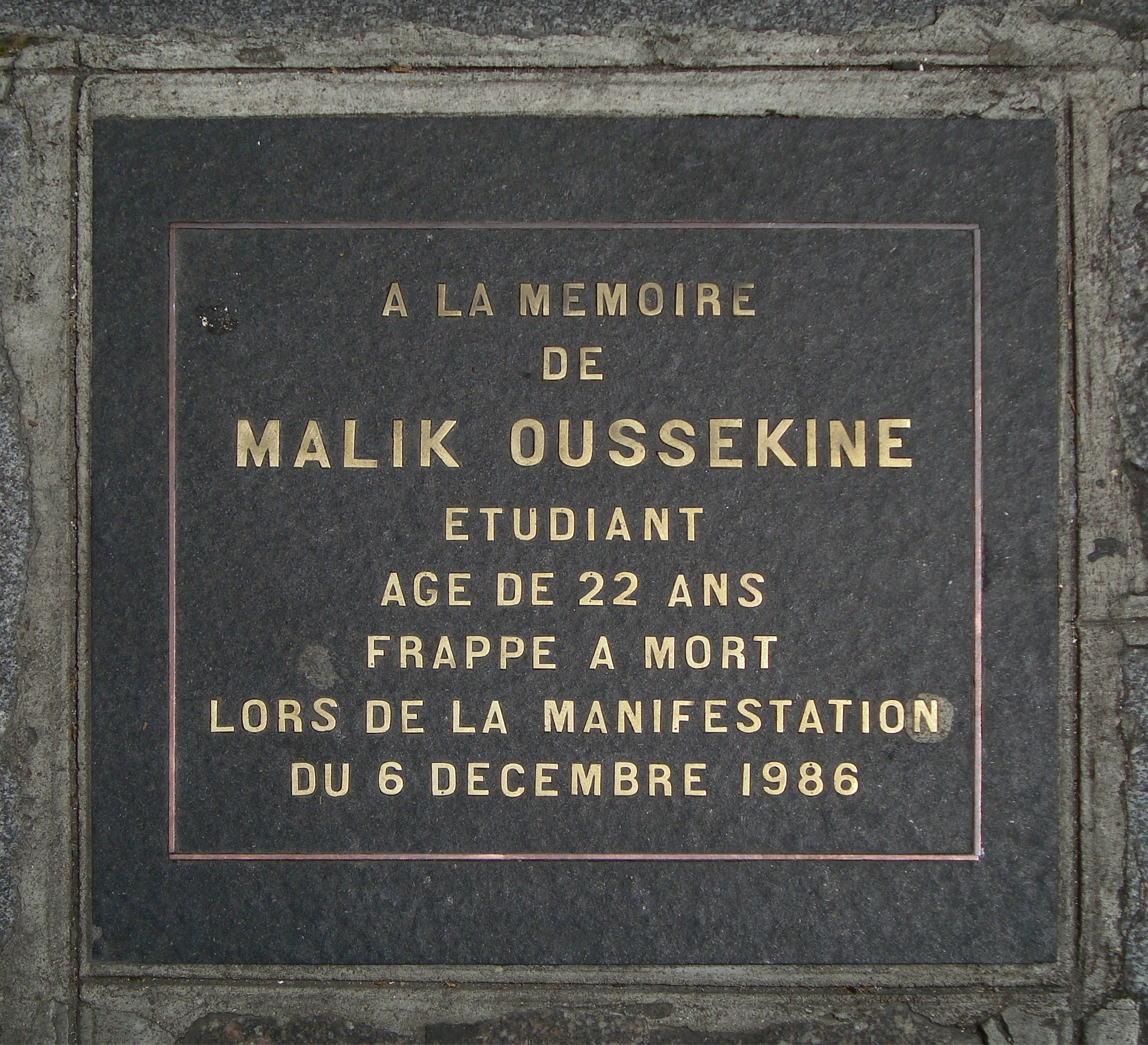
Plaque en mémoire de Malik Oussekine.

  - affaire Malik Oussekine. De nouvelles manifestations au quartier Latin contre la loi Devaquet sont violemment réprimée par la police qui tue un étudiant, Malik Oussekine[60]. Démission du ministre des universités Alain Devaquet.
  - Johnny Hallyday sort l'album Gang.
- 8 décembre : retrait du projet de réforme des universités[56].
- 10 décembre : manifestation de 400 000 personnes en hommage à Malik Oussekine[56].
- 15 décembre : tentative d'assassinat, attribuée à Action directe, contre Alain Peyrefitte, ancien garde des Sceaux, près de son domicile de Provins (Seine-et-Marne), au moyen d'une bombe ventouse placée sous sa voiture. Un employé municipal est tué[6].
- 16 décembre : loi qui autorise le gouvernement à ratifier l'acte unique européen[61].
- 17 décembre : le président  Mitterrand refuse de signer une ordonnance sur l'aménagement du temps de travail[62].
- 18 décembre : les cheminots se mettent en grève jusqu'au 15 janvier 1987 contre le projet de nouvelle grille des salaires[34].
- 22 décembre : grève à la RATP[34].
- 30 décembre : loi de finance pour 1987 ; suppression progressive de la taxe sur les frais généraux, baisse de la taxe professionnelle de 16%, rétablissement de la déductibilité de la provision pour congés payés[23]...

## Naissances en 1986
- 3 mars : Fauve Hautot, danseuse française
- 3 avril : Olivier Rousteing, styliste français, directeur artistique de Balmain
- 11 mai : Abou Diaby, footballeur français.
- 18 juin : Richard Gasquet, tennisman français.
- 11 juillet : Yoann Gourcuff, footballeur français.
- 1er septembre : Gaël Monfils, tennisman français.
- 9 octobre : Laure Manaudou, nageuse française.
- 26 décembre : Hugo Lloris, footballeur français.

## Décès en 1986
- 14 janvier : Daniel Balavoine, 33 ans, auteur-compositeur-interprète. (° 5 février 1952).
- 14 avril : Simone de Beauvoir, 78 ans, écrivain française. (° 9 janvier 1908).
- 17 avril : Marcel Dassault, ingénieur, homme politique et entrepreneur français.
- 16 juin : Maurice Duruflé, 84 ans, organiste et compositeur français (° 11 janvier 1902).
- 19 juin : Coluche, 41 ans, humoriste et comédien français (° 28 octobre 1944).
- 13 novembre : Thierry Le Luron, 34 ans, imitateur et humoriste français  (° 2 avril 1952).
- 28 décembre : Andreï Tarkovski, réalisateur russe, à Paris des suites d'un cancer du poumon.